# うるとら☆イレブン
『うるとら☆イレブン』は、原作：渡辺達也、作画：藪野てんやによる日本の漫画。『週刊少年ジャンプ』（集英社）において、1994年31号から同年41号まで連載された。

## 概要
Jリーグ開幕でサッカー人気が頂点に達していた時期に連載された漫画。ストーリーの中に実戦形式でサッカーの基本戦術や作戦を解説、教授する教則漫画の面が強い。短期集中で全10回で連載を終了した。漫画家の赤松健は「ハイテンションなキャラと専門的な技術解説の組合せによって、独特の空気を醸し出した作品」と評している。

## ストーリー
個人プレーを得意とする羅本が所属する城東FCは個性的なメンバーが揃うがまとまりを欠き連戦連敗中。続く地区大会1回戦の相手は練習試合で敗れたばかりの強豪・難蛮FCと決まった。チーム再建案としてキャプテンの桂谷はチームワークを学ぼうと布藤という大人のサッカー監督を呼ぶことになり、布藤の指導法に惹かれた羅本もしぶしぶ了承する。そして迎えた試合当日、城東FCのメンバーは布藤から伝授されたタクティクス（戦術）を発揮して難蛮FCと互角に渡り合うと、試合終盤には相手チームの作戦を試合中に吸収してしまう程の学習能力とアイコンタクトを使った即興プレーを見せて勝利し、この大会で優勝を果たした。

## 登場人物

### 城東FC
羅本斗志郎（らもと としろう）
ポジションはフォワードだったが布藤の指示で攻撃的ミッドフィールダーに転向した。個人プレー以外に興味を示さなかったが中盤に起用されるとチームプレーに目覚める。「スーパーカルチョマン」を自称する熱血キャラ。
桂谷徹也（かつらたに てつや）
ポジションはディフェンダー。守備の中心選手で中盤の盛安との連携で相手の攻撃に対応する。羅本とは犬猿の仲。
布藤半蔵（ふとう はんぞう）
桂谷が連れてきた監督。弱小チームに足りないのは「タクティクス」と称してチームに魔改造を施す。
火浦春彦（ひうら はるひこ）
ポジションはフォワード。羅本とは対照的に温和。スルーパスに反応する読みとスピード、並外れたシュート力が武器。
高城公雄（たかしろ きみお）
ポジションはフォワード。身体能力は高いが気弱。長身を生かして「ターゲットマン」の役割をする。
盛安忍（もりやす しのぶ）
ポジションは守備的ミッドフィールダー。やる気がなさそうだが読みが鋭く相手のエースに影のように張り付く。
北川剛（きたかわ つよし）
ポジションはミッドフィールダー。盛安以上の運動量で走り回り相手の中盤を攪乱する。
飯原正樹（いいはら まさき）
ポジションはリベロ。後方からのオーバーラップで試合の流れに変化をつける。
増永茂（ますなが しげる）
ポジションはゴールキーパー。反射神経が鋭い。
中山田雅和（なかやまだ まさかず）
ポジションはフォワード。試合終盤にスーパーサブとして投入される。楽天的で大口を頻繁にたたく。
堀井卓人（ほりい たくと）
ポジションはディフェンダー。モブキャラ。
寿勝也（ことぶき かつや）
ポジションはディフェンダー。モブキャラ。
福馬一博（ふくま かずひろ）
ポジションはミッドフィールダー。モブキャラ。
佐藤久（さとう ひさし）
マネージャー。

### 難蛮FC
鋼野克明（こうの かつあき）
ポジションはゴールキーパー。城東FCの弱小ぶりを笑いものにしていたが再戦時にはその変貌ぶりに驚く。
横島透（よこしま とおる）
ポジションはフォワード。鋼野と同様に城東FCを笑いものにしていたが再戦時には苦戦する。
アルサンダー
ポジションはフォワード。「ブラジルの稲妻」の異名を持つ左利きの選手。

## 書誌情報
- 原作：渡辺達也・作画：藪野てんや 『うるとら☆イレブン』 集英社〈ジャンプコミックス〉、全1巻
  1. 1995年3月発行 ISBN 4-08-871666-3